# Cerkiew Świętej Trójcy w Pułtusku
Cerkiew Świętej Trójcy – nieistniejąca cerkiew prawosławna w Pułtusku.
Cerkiew została wzniesiona na potrzeby istniejącej od 1858 parafii prawosławnej, zrzeszającej 350 osób. Zbiórkę pieniędzy na jej budowę rozpoczęto dopiero w 1896 – wcześniej parafia korzystała z kaplicy domowej. 17 września 1903 odbyła się uroczystość położenia kamienia węgielnego. Świątynie zaprojektował Władysław Aleksandrowicz Pokrowski, ówczesny architekt diecezji chełmsko-warszawskiej. Jako miejsce budowy świątyni wybrano fragment wysokiego brzegu Narwi, zwany „Wzgórzem Abrahama”. Prace nad wzniesieniem obiektu trwały dwa lata, 25 września 1905 świątynia została poświęcona.
Cerkiew służyła przede wszystkim stacjonującemu w mieście garnizonowi. Fasada cerkwi była wzniesiona w kierunku koszar, znajdujących się na skraju miasta. Monumentalny budynek, stojący powyżej miasta dominował w jego panoramie. Widok ten można podziwiać na obrazie eksponowanym w muzeum miejskim w Pułtusku. Cerkiew została rozebrana w 1925 r. w ramach akcji rewindykacyjnej. Materiał budowlany został wykorzystany do budowy rzeźni miejskiej.
Cerkiew w Pułtusku była wzniesiona na planie krzyża greckiego. Wejście do niej prowadziło przez przedsionek z fasadą w kształcie oślego grzbietu, do kwadratowej nawy przylegała kaplica boczna oraz znacznie niższe prezbiterium. W narożnikach budynku wzniesiono cztery mniejsze kopuły, zaś w środku dachu – centralną, najwyższą. Obiekt posiadał również dzwonnicę. Wygląd wnętrza cerkwi jest nieznany, wiadomo jedynie, że znajdowała się w niej ikona św. Mikołaja, która należała do jednego z oddziałów rosyjskich walczących w 1806 w bitwie pod Pułtuskiem.